# Yuddha
 (janvier 2024).
La mise en forme du texte ne suit pas les recommandations de Wikipédia : il faut le « wikifier ».
Les points d'amélioration suivants sont les cas les plus fréquents. Le détail des points à revoir est peut-être précisé sur la page de discussion.
- Les titres sont pré-formatés par le logiciel. Ils ne sont ni en capitales, ni en gras.
- Le texte ne doit pas être écrit en capitales (les noms de famille non plus), ni en gras, ni en italique, ni en « petit »…
- Le gras n'est utilisé que pour surligner le titre de l'article dans l'introduction, une seule fois.
- L'italique est rarement utilisé : mots en langue étrangère, titres d'œuvres, noms de bateaux, etc.
- Les citations ne sont pas en italique mais en corps de texte normal. Elles sont entourées par des guillemets français : « et ».
- Les listes à puces sont à éviter, des paragraphes rédigés étant largement préférés. Les tableaux sont à réserver à la présentation de données structurées (résultats, etc.).
- Les appels de note de bas de page (petits chiffres en exposant, introduits par l'outil «  Source ») sont à placer entre la fin de phrase et le point final[comme ça].
- Les liens internes (vers d'autres articles de Wikipédia) sont à choisir avec parcimonie. Créez des liens vers des articles approfondissant le sujet. Les termes génériques sans rapport avec le sujet sont à éviter, ainsi que les répétitions de liens vers un même terme.
- Les liens externes sont à placer uniquement dans une section « Liens externes », à la fin de l'article. Ces liens sont à choisir avec parcimonie suivant les règles définies. Si un lien sert de source à l'article, son insertion dans le texte est à faire par les notes de bas de page.
- La présentation des références doit suivre les conventions bibliographiques. Il est recommandé d'utiliser les modèles {{Ouvrage}}, {{Chapitre}}, {{Article}}, {{Lien web}} et/ou {{Bibliographie}}. Le mode d'édition visuel peut mettre en forme automatiquement les références.
- Insérer une infobox (cadre d'informations à droite) n'est pas obligatoire pour parachever la mise en page.

Pour une aide détaillée, merci de consulter Aide:Wikification.
Si vous pensez que ces points ont été résolus, vous pouvez retirer ce bandeau et améliorer la mise en forme d'un autre article.
Pour plus de détails, voir Fiche technique et Distribution.
Yuddha (ou Juddha, « guerre » en bengali) est un thriller d'action indien de 2005 écrit et réalisé par Ravi Kinagi et produit par Shree Venkatesh Films,. Le scénario de ce film a été écrit par NK Salil. Remake non officiel du film hindi Kurukshetra (en) de 2000, l'histoire tourne autour d'un policier qui est emprisonné pour le meurtre de sa femme alors qu'il enquêtait sur une affaire de viol impliquant le frère cadet candidat d'un puissant député de l'Assemblée législative de l'État. Le policier réussit alors à s'évader de la prison et se venge. Misun Chakraborty et Jeet vont ensuite travailler ensemble pour la première fois, tandis que Devashree Roy, Koel Mallick, Kaushik Banerjee, Bharat Kaur et Rajatava Dutta seront également co-stars.
Le film a été le film bengali le plus rentable de l'année, avec plus de 30 millions de roupies.

## Synopsis
Le policier Agnishwar Ray n'arrête pas de se faire muter en raison de son attitude agressive envers les criminels. Il se retrouve au commissariat d'Uttarpara. Là-bas, le jeune Surya Sinha est un homme fort local. Ranjit Saha, le frère cadet de l’homme politique Joy Chand Saha, a kidnappé la jeune fille alors qu'elle revenait d'un événement universitaire, l'a violée dans sa voiture et l'a laissée mourir. Agnishwar arrête Ranjit. Pour se venger, le parti du Congrès a mis Agnishwar en prison et a tué sa femme Sandhya. À partir de là, la vengeance d'Agneshwar commence, le mettant en prison, tuant lentement tous les auteurs du meurtre de sa femme, et se terminant par la mort du député et de lui-même aux mains de Surya, qui est maintenant policier.

## Distribution
- Mithun Chakraborty dans le rôle du DSP Agnishwar Roy
- Jeet dans le rôle de Surya Sinha, un gangster local de Keyatola devenu sous-inspecteur
- Debashree Roy dans le rôle de Sandhya Roy
- Koel Mullick dans le rôle de Barsha Sinha
- Rajatava Dutta dans le rôle de Joy Chand Saha, députée d'Uttarpara
- Kaushik Banerjee dans le rôle de Ghoshal, le junior d'Agnishwar Roy dans le département
- Bharat Kaul dans le rôle de Ranjit Saha, le frère cadet de Joy Chanda Saha
- Sumit Ganguly dans le rôle de Kaalu, l'homme de main de Joy Chand Saha
- NK Salil comme agent Haripada
- Ashok Mukherjee
- Sanjib Dasgupta comme DSP Pradhan

Albums de Jeet Gannguli
Bandhan
(2004) Shubhodrishti
(2005)

## Bande-son
Toutes les paroles sont écrites par Gautam Susmit, Priyo Chattopadhyay ; toute la musique est composée par Jeet Gannguli.
| No | Titre                     | Chanteurs                                                               | Longueur |
| -- | ------------------------- | ----------------------------------------------------------------------- | -------- |
| 1. | Kichu Aasha Khonje Bhasha | Sonu Nigam, Shreya Ghoshal                                              | 4:54     |
| 2. | Baisakhete Pratham Dekha  | Sonu Nigam, Shreya Ghoshal                                              | 4:19     |
| 3. | Tomar O Chokhete          | Babul Supriyo, Sadhna Sargam                                            | 16h30    |
| 4. | Shure Shure               | Babul Supriyo, Jeet Gannguli, Shreya Ghoshal, Sonu Nigam, Sadhna Sargam | 4:46     |
| 5. | Sadher Lau                | Mlle Jojo, Jeet Gannguli                                                | 5h01     |

## Production
Dans un premier temps, le rôle de Mme Sandhya Roy a été proposé à Rachna Banerjee puis à Rituparna Sengupta. Après qu'ils ont tous deux refusé de jouer le rôle, celui-ci a été proposé à Debashree Roy.